# DENIS-P J082303.1-491201 b
DENIS-P J082303.1-491201 b (Альтернативна назва 2MASS J08230313-4912012 b) це об'єкт, що класифікований, як екзопланета, або коричневий карлик, що обертається навколо коричневого карлика DENIS J082303.1−491201. У сузір'ї Вітрила.

## Відкриття
DENIS-P J082303.1-491201 b був відкритий Салманом та іншими. У 2013 році за допомогою телескопів ЄПО в обсерваторії La Silla Paranal.

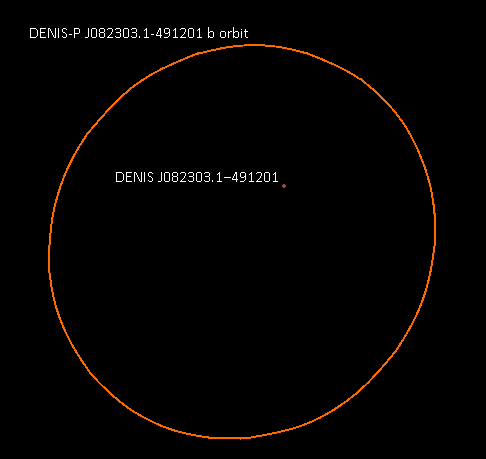
Система DENIS J082303.1-491201

## Властивості
DENIS-P J082303.1-491201 b розташований на відстані 67,7 світлових років від Землі. Вона входить до числа наймасивніших екзопланет в архіві NASA. Вона обертається навколо сусіднього коричневого карлика типу L1.5 DENIS-P J082303.1-491201, що має 7,5% ± 0,7% від маси Сонця. DENIS-P J082303.1-491201 b має орбітальний період приблизно 246 днів.